# Сан Леонардо (Удине)
Сан Леонардо (итал. San Leonardo) је насеље у Италији у округу Удине, региону Фурланија-Јулијска крајина.
Према процени из 2011. у насељу је живело 113 становника. Насеље се налази на надморској висини од 167 м.

## Становништво
Према резултатима пописа становништва 2011. у општини је живело 1.161 становника.
| 1936. | 1951. | 1961. | 1971. | 1981. | 1991. | 2001. | 2011. |
| ----- | ----- | ----- | ----- | ----- | ----- | ----- | ----- |
| 2.222 | 2.283 | 2.077 | 1.375 | 1.236 | 1.128 | 1.169 | 1.161 |